# シンガポール国際映画祭
シンガポール国際映画祭（シンガポールこくさいえいがさい、英語：Singapore International Film Festival） は、シンガポールのシンガポール国立博物館で、毎年4月に開催される国際映画祭。

## 概要
- 1987年から開催されており、東南アジアにおける最初の国際映画祭[1]。
- 1991年からアジア映画に限定した部門“シルバースクリーンアワード”を設け賞の授与を行い、アジア映画の普及と新人監督の発掘に力を入れている。
- 2008年の上映本数は45ヶ国以上から集まった約300本。
- シンガポールではポルノが禁止されているため、性描写の多い映画などが上映されないことがある。2008年には廣木隆一監督の縛師（ばくし）を含め計4本が映画検閲委員会の審査に通らず上映されなかった[注釈 1]。

## 日本に関係した事象
日本映画での主な受賞は以下の通りである。
- 第10回（1997年） - 河瀬直美監督の『萌の朱雀』で、尾野真千子が最優秀女優賞を受賞。
- 第12回（1999年） - 清水浩監督の『生きない』で、飯塚実が最優秀脚本賞を受賞。
- 第14回（2001年） - 青山真治監督の『ユリイカ』が、最優秀アジア映画賞を受賞。
- 第17回（2004年） - 廣木隆一監督の『ヴァイブレータ』が、審査員特別賞を受賞。
- 第17回（2004年） - 廣木隆一監督の『ヴァイブレータ』で、寺島しのぶが最優秀女優賞を受賞。
- 第19回（2006年） - 廣木隆一監督の『やわらかい生活』が、最優秀アジア映画賞を受賞。
- 第28回（2017年） - 役所広司が、シネマ・レジェンド賞を受賞[2]。